# Groupement de soutien de la base de défense de Rennes
Le groupement de soutien de la base expérimentale de Rennes est un organisme interarmées relevant du chef d'état-major des armées et une formation administrative créée au 1er janvier 2009 pour soutenir, dans le domaine de l'administration générale et du soutien courant, la base de défense expérimentale de Rennes comprenant toutes les unités militaires de l'armée française stationnées à Rennes.